# احمدآباد (سمنان، جنوب)
احمدآباد یک روستا در ایران است که در دهستان حومه شهرستان سمنان واقع شده‌است.